# Ndolé
El Ndolé (denominado también como N'Dolé, o Ndole) es un plato típico de la cocina de Camerún. Se trata de un estofado elaborado con nueces y  diversas carnes o pescados (o mariscos como gambas secas). El principal ingrediente de esta preparación es la vernonia amarga que le confiere un sabor amargo característico, si no se dispone de vernonia se suele emplear espinacas. Se suele servir caliente y es considerado el plato nacional de Camerún.